# Zdunowo (województwo warmińsko-mazurskie)
Zdunowo (niem. Sdunowen, 1938–1945 Sadunen) – wieś w Polsce położona w województwie warmińsko-mazurskim, w powiecie piskim, w gminie Pisz.

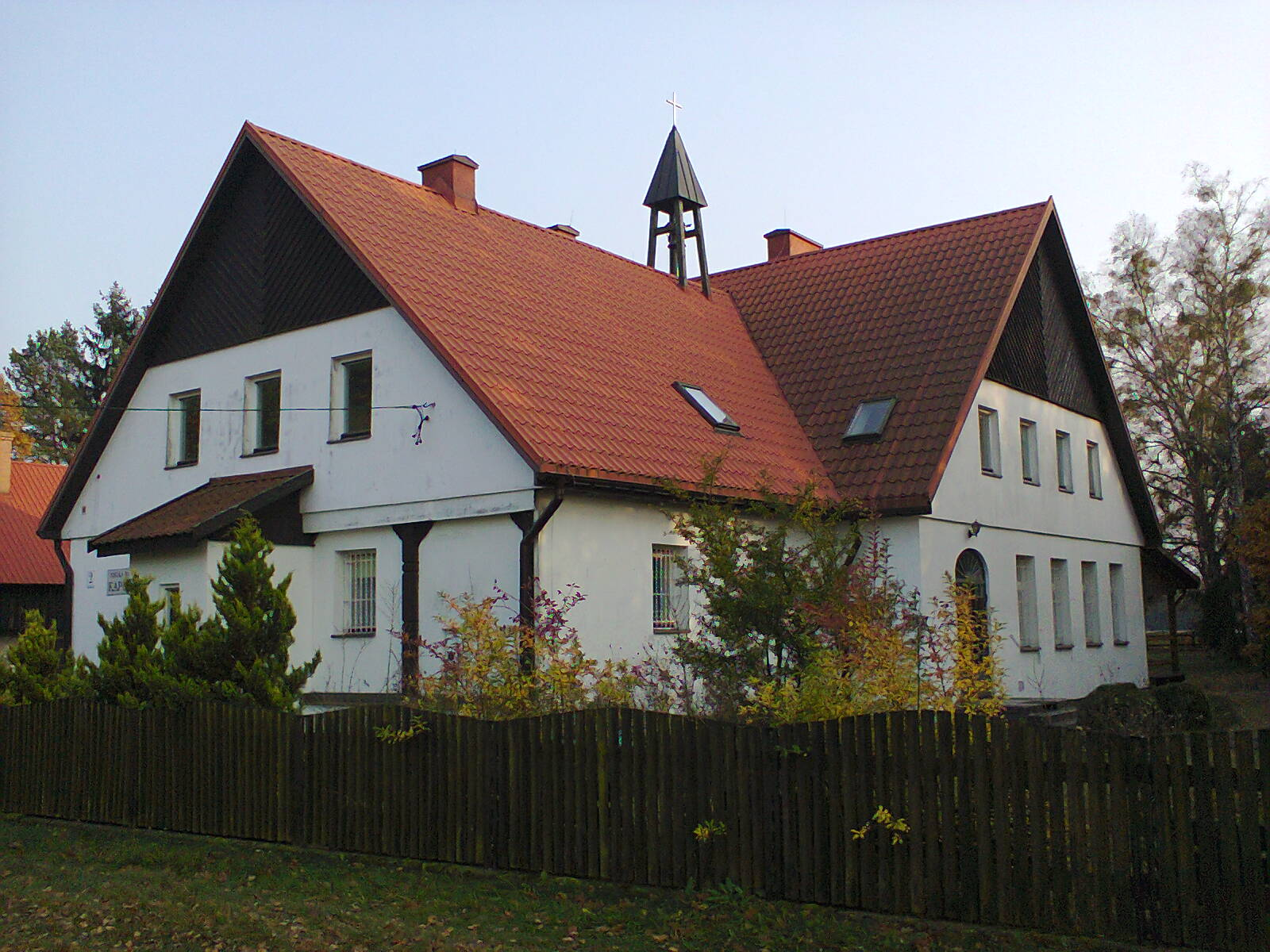
Kaplica w Zdunowie

W latach 1975–1998 miejscowość należała administracyjnie do województwa suwalskiego.